# Sainte-Marie (Ardennes)
Sainte-Marie ist eine französische Gemeinde mit 78 Einwohnern (Stand 1. Januar 2022) im Département Ardennes in der Region Grand Est (vor 2016 Champagne-Ardenne). Sie gehört zum Arrondissement Vouziers, zum Kanton Attigny und zum Gemeindeverband Argonne Ardennaise.

## Geografie
Die Gemeinde liegt rund 48 Kilometer östlich von Reims. Umgeben wird Sainte-Marie von den Nachbargemeinden Vouziers im Norden, Savigny-sur-Aisne im Osten, Sugny im Süden, Contreuve im Südwesten, Bourcq im Nordwesten.

## Geschichte
Bis 1828 trug die Gemeinde den Namen Sainte-Marie-sous-Bourcq.

## Bevölkerungsentwicklung
| Jahr                       | 1962 | 1968 | 1975 | 1982 | 1990 | 1999 | 2004 | 2009 | 2019 |
| Einwohner                  | 152  | 116  | 86   | 86   | 69   | 67   | 69   | 84   | 79   |
| Quellen: Cassini und INSEE |      |      |      |      |      |      |      |      |      |

## Sehenswürdigkeiten
- Kirche Notre-Dame